# Ditrichum subrufescens
Ditrichum subrufescens là một loài rêu trong họ Ditrichaceae. Loài này được Broth. mô tả khoa học đầu tiên năm 1891.